# Nemanja Andrić
Nemanja Andrić (Belgrád, 1987. június 13. –) szerb-magyar kettős állampolgárságú labdarúgó, a Karcag játékosa.

## Pályafutása
Nemanja Andrić Belgrádban született, az Obilić és a Rad színeiben játszott a szerb első osztályban. 2012 nyarán igazolt a Győri ETO csapatához, amellyel első idényében bajnoki címet ünnepelhetett az élvonalban. A 2013-14-es szezonban a csapat házi gólkirálya volt, huszonkilenc alkalommal lépett pályára a szezonban - kilencszer kezdőként, hússzor csereként és hét gólt szerzett.
A kisalföldi csapat színeiben 62 élvonalbeli bajnokin tíz gólt szerzett, majd 2015 februárjában az Újpesthez igazolt. 2015 tavaszán kölcsönben játszott a fővárosi csapatban, majd a következő szezon előtt kétéves szerződést írt alá. Két idény alatt 64 bajnokin 14 gólt szerzett a lila-fehér csapatban. 2017 nyarán az élvonalban újonc Balmazújváros igazolta le. 2017 októberében magyar állampolgárságot kapott. A 2017-2018-as szezonban 25 bajnokin hatszor volt eredményes az élvonalból végül kieső Balmazújvárosban. 2018. augusztus 30-án visszatért korábbi csapatához, a Győri ETO-hoz. Két szezont töltött a csapatnál, majd szerződése lejárta után a Kaposvári Rákóczi játékosa lett.

## Sikerei, díjai
Győri ETO
- Magyar bajnok (1): 2012–13

## Statisztika
| Klub           | Szezon | Bajnokság     | Bajnokság | Kupa          | Kupa  | Nemzetközi kupa | Nemzetközi kupa | Egyéb         | Egyéb | Összesen      | Összesen |
| Klub           | Szezon | Pályára lépés | Gólok     | Pályára lépés | Gólok | Pályára lépés   | Gólok           | Pályára lépés | Gólok | Pályára lépés | Gólok    |
| -------------- | ------ | ------------- | --------- | ------------- | ----- | --------------- | --------------- | ------------- | ----- | ------------- | -------- |
| FK Rad         |        |               |           |               |       |                 |                 |               |       |               |          |
| 2009–10        | 28     | 4             | 0         | 0             | –     | –               | –               | –             | 28    | 4             |          |
| 2010–11        | 28     | 2             | 1         | 0             | –     | –               | –               | –             | 29    | 2             |          |
| 2011–12        | 20     | 1             | 0         | 0             | –     | –               | 4               | 0             | 24    | 1             |          |
| Összesen       | 76     | 7             | 1         | 0             | 0     | 0               | 4               | 0             | 81    | 7             |          |
| Győr           |        |               |           |               |       |                 |                 |               |       |               |          |
| 2012–13        | 21     | 3             | 9         | 6             | 6     | 3               | –               | –             | 36    | 12            |          |
| 2013–14        | 29     | 7             | 5         | 2             | 5     | 1               | 2               | 0             | 41    | 10            |          |
| 2014–15        | 12     | 0             | 3         | 0             | 4     | 0               | 2               | 1             | 21    | 1             |          |
| Összesen       | 62     | 10            | 17        | 8             | 15    | 4               | 4               | 1             | 98    | 23            |          |
| Újpest         |        |               |           |               |       |                 |                 |               |       |               |          |
| 2014–15        | 10     | 5             | 3         | 0             | –     | –               | –               | –             | 13    | 5             |          |
| 2015–16        | 25     | 4             | 7         | 3             | –     | –               | –               | –             | 32    | 7             |          |
| 2016–17        | 29     | 5             | 6         | 1             | –     | –               | –               | –             | 35    | 6             |          |
| Összesen       | 64     | 14            | 16        | 4             | 0     | 0               | 0               | 0             | 80    | 18            |          |
| Balmazújváros  |        |               |           |               |       |                 |                 |               |       |               |          |
| 2017–18        | 25     | 6             | 6         | 0             | –     | –               | –               | –             | 31    | 6             |          |
| Összesen       | 25     | 6             | 6         | 0             | 0     | 0               | 0               | 0             | 31    | 6             |          |
| Karrier összes |        | 227           | 37        | 40            | 12    | 15              | 4               | 8             | 1     | 290           | 54       |